# لاسه بریهاگن
لاسه بریهاگن (سوئدی: Lasse Berghagen؛ زادهٔ ۱۳ مهٔ ۱۹۴۵) خواننده و بازیگر اهل سوئد است.
از فیلم‌هایی که وی در آن‌ها نقش داشته‌است، می‌توان به مهمانی شرکت اشاره نمود.
او نماینده سوئد در یوروویژن ۱۹۷۵ بود.